# Валерий Анциат
Вале́рий Анциа́т (иногда Антиат; лат. Valerius Antias) — древнеримский историк I в. до н. э.
Биография Анциата практически не известна; единственное свидетельство о его жизни — упоминание Веллея Патеркула, что он был современником Луция Корнелия Сизенны.
Более известно его сочинение, хотя неясно его название — Annales либо Historiae. Несмотря на то, что во времена Анциата многие римские историки уже отказались от изложения событий от переселения Энея в Италию или от основания Рима, он следовал этой традиции. Год окончания повествования неизвестен: последнее событие из фрагментов Анциата датируется 91 годом до н. э., но иногда предполагают, что Анциат довёл изложение до смерти Суллы в 78 году до н. э. Работа Анциата была очень большой, но точное число книг неизвестно. Грамматик Присциан выписал отрывок из 74-й книги Анциата, а Авл Геллий — из 75-й. Из этого делается вывод, что в сочинении Анциата было как минимум 75 книг.
Сохранившиеся фрагменты не дают полного представления о стиле Анциата, но предполагается, что он находился под сильным влиянием эллинистической историографии и потому стремился произвести впечатление на читателей и слушателей своей фантазией и драматическими элементами. Язык его сочинения, однако, был сухим и лишённым изысканных выражений. Грамматик II века н. э. Марк Корнелий Фронтон называл стиль его сочинений некрасивым. По мнению С. И. Соболевского, замечание Фронтона, ценителя архаической латыни, следует понимать как свидетельство того, что Анциат писал современной ему латынью, избегая искусственной архаизации языка.
В своём сочинении Анциат необъективен, что замечали все древние авторы. Он часто искажает цифры погибших в битвах с римлянами и размеры военной добычи для иллюстрации доблести римской армии. Считается доказанным и стремление Анциата представить в выгодном свете род Валериев и приписать его представителям заслуги, которых добились другие. Кроме того, он упоминал вымышленные события и не всегда соблюдал хронологию.
Валерий Анциат — очень важный источник для фундаментальной «Истории от основания города» Тита Ливия (по современным оценкам, Анциат — второй по важности источник для Ливия). Ливий часто использует его сведения и упоминает его имя 35 раз. При этом сведения Анциата часто используются как в первых книгах Ливия, так и в последующих. Впрочем, Ливий нередко сомневается в цифрах Анциата и замечает склонность преувеличивать количество павших противников Рима. Предполагается также, что сведения Анциата активно использовали Дионисий Галикарнасский, Плутарх, Силий Италик.